# Johanka
Johanka (německy Johannidorf) je malá vesnice, část města Kamenice nad Lipou v okrese Pelhřimov. Nachází se 2 km na sever od Kamenice nad Lipou. Prochází zde silnice I/34. V roce 2009 zde bylo evidováno 8 adres. V roce 2001 zde trvale žilo 52 obyvatel.
Johanka leží v katastrálním území Kamenice nad Lipou o výměře 20,71 km2.

## Další fotografie

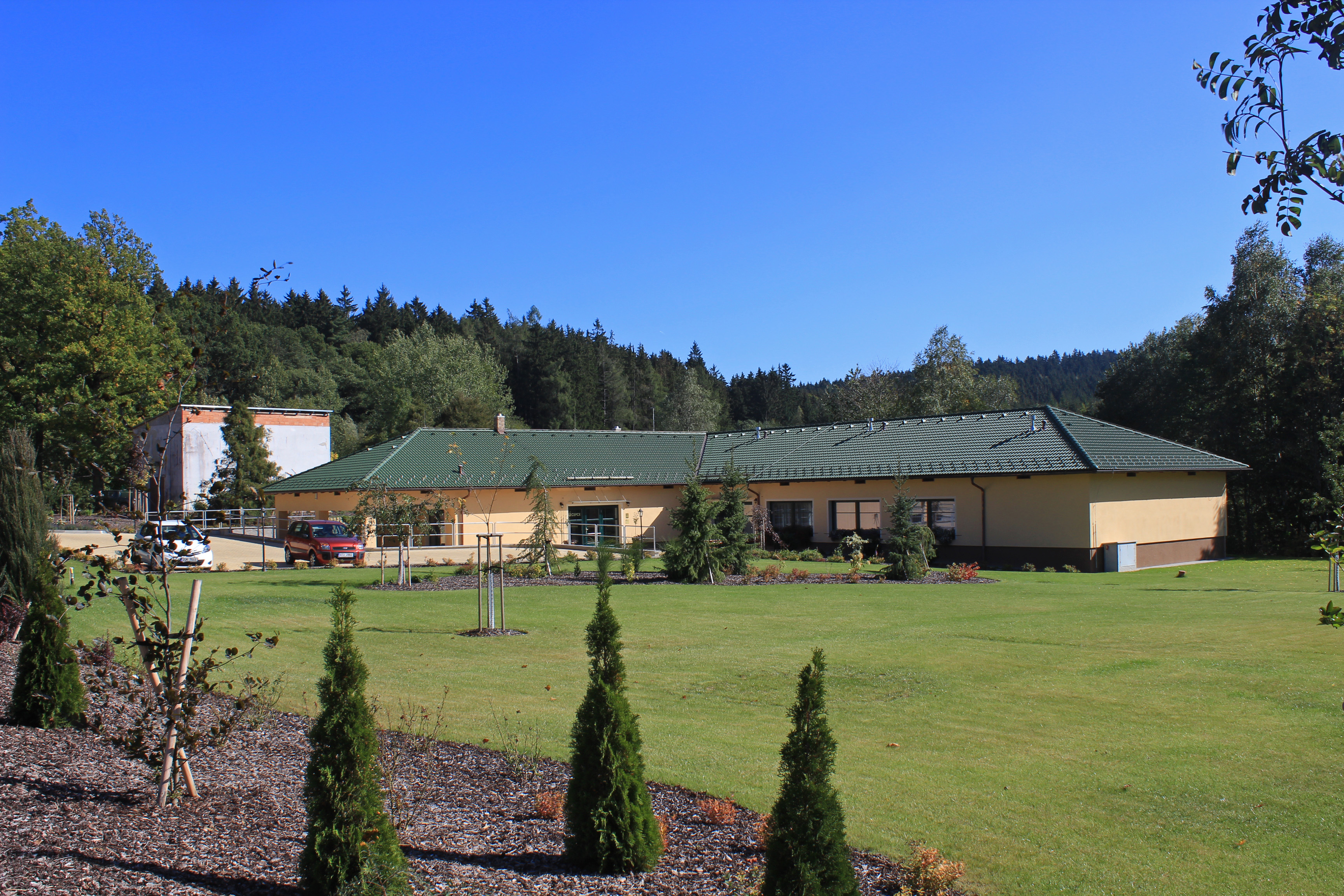
Penzion Johanka
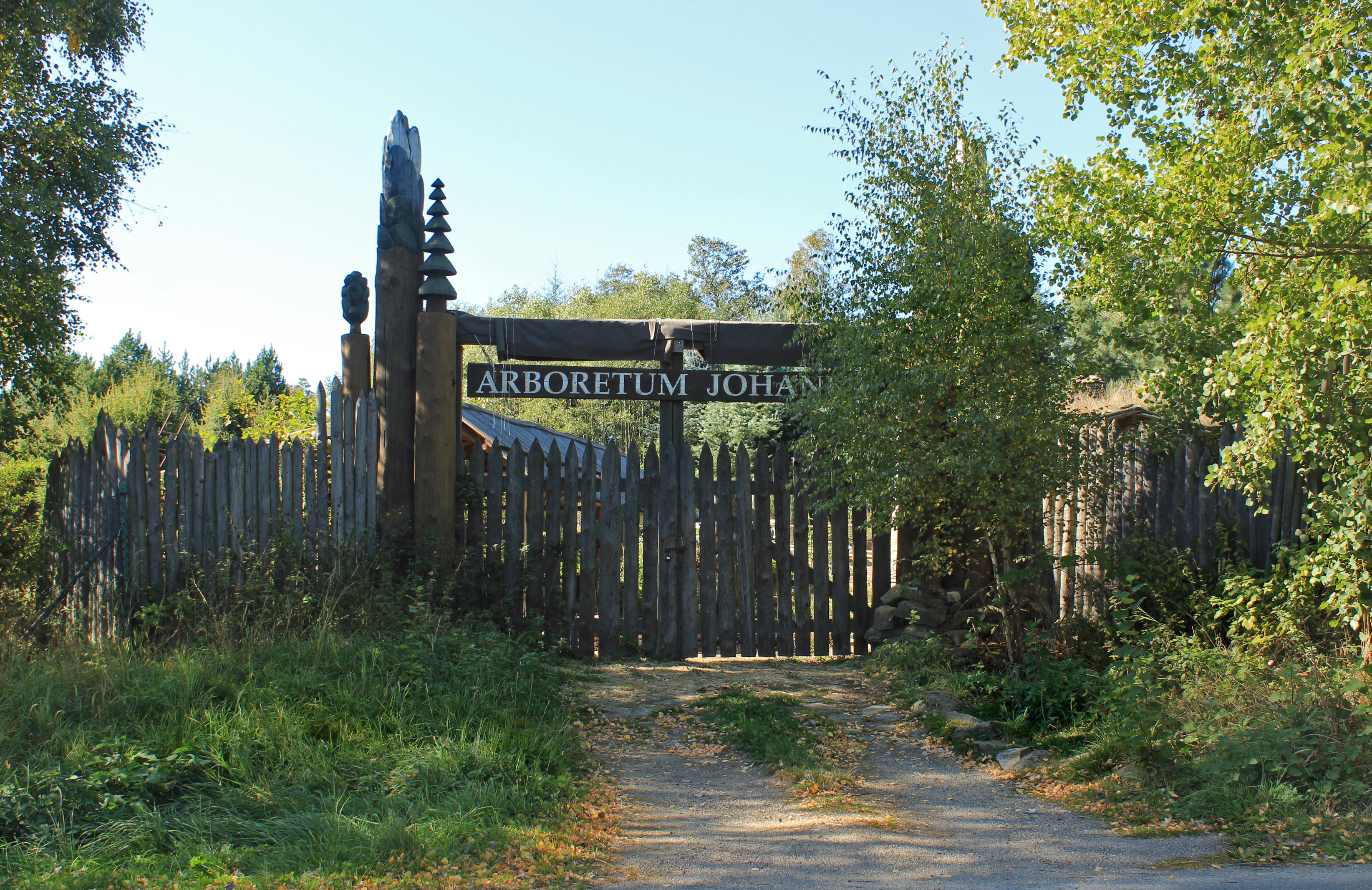
Bývalé arboretum
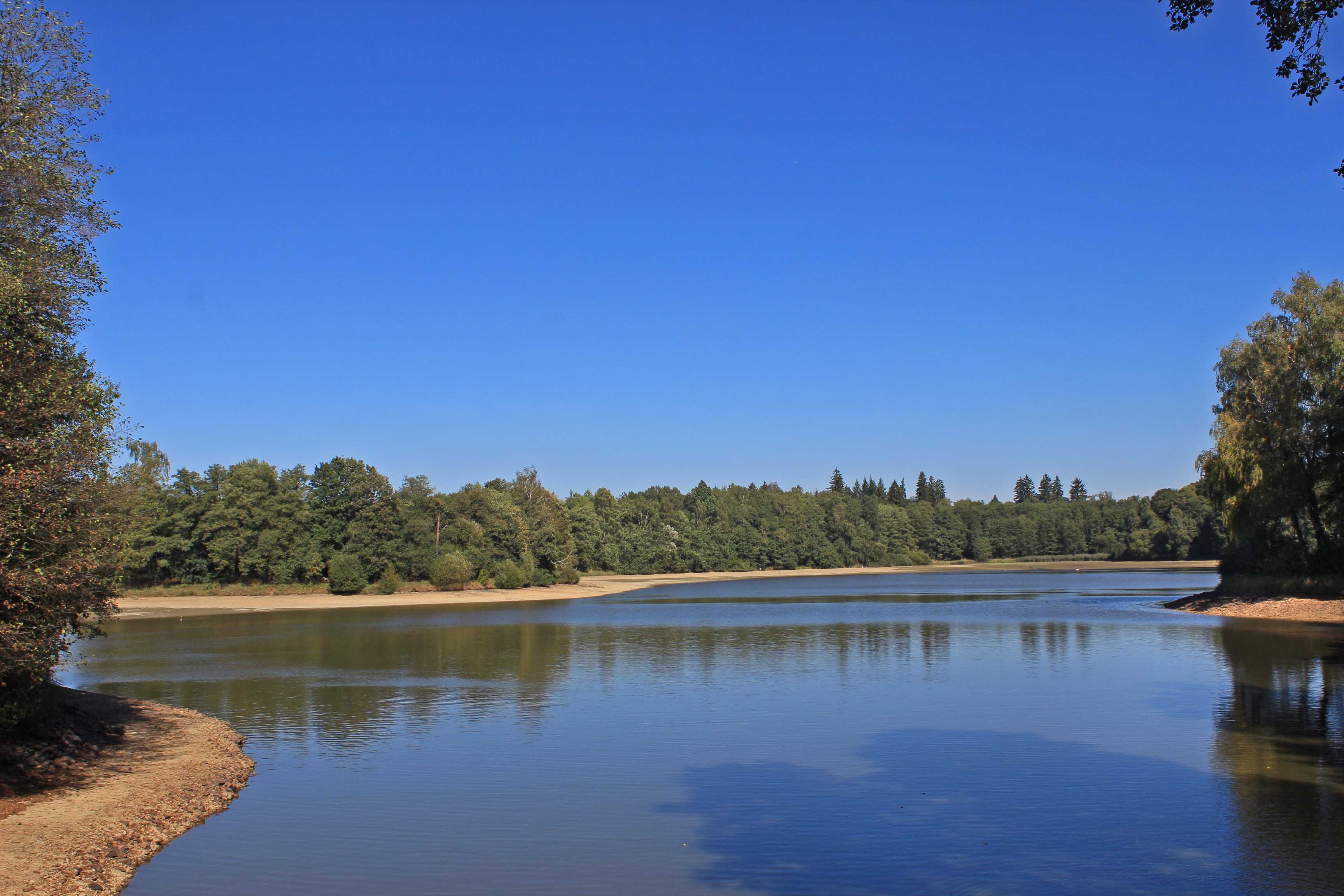
Pecovský rybník